# Cattedrale di San Giuseppe (Fortaleza)
La cattedrale di San Giuseppe (in portoghese: Catedral Metropolitana São José) chiamata anche cattedrale metropolitana di San Giuseppe è una chiesa cattolica e monumento storico, cattedrale dell'arcidiocesi di Fortaleza, situata a Fortaleza in Brasile; è intitolata a San Giuseppe.

## Storia

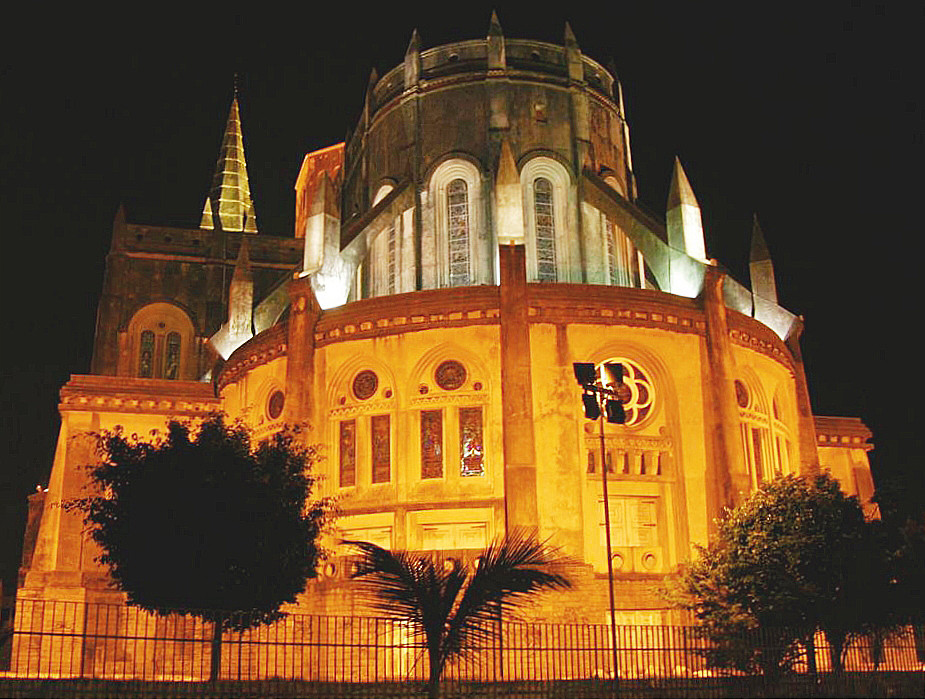
La cattedrale illuminata di notte

L'attuale edificio fu costruito sul sito della vecchia chiesa, eretta nel 1699. Nel 1821, la chiesa matrice di San Giuseppe era in rovina, e dovette essere ricostruita. Nel 1938, durante l'episcopato di Manoel da Silva Gomes, fu fatto un sopralluogo e si scoprì che vi era una crepa nelle basi delle fondamenta, sul lato che affaccia al mare. La chiesa fu poi nuovamente demolita nello stesso anno.
I lavori furono completati in circa quarant'anni a partire dal 1938 e fu inaugurata nel 1978. Può ospitare cinquemila persone e le sue torri raggiungono i 75 metri di altezza. L'architetto francese George Maunier firmò la bozza dallo stile eclettico con una predominanza neogotica, con riferimenti alla cattedrale di Colonia in Germania e molto simili alla cattedrale di Chartres in Francia. 
Fu inaugurata il 22 dicembre 1978 dall'allora cardinale Aloísio Lorscheider, arcivescovo di Fortaleza. Nel 2007, la cattedrale subì un rinnovamento, con la verifica della struttura, oltre all'inclusione di nuovi elementi decorativi nella parte interna dell'edificio. La cripta del duomo, progettata dall'ingegnere Luciano Pamplona, fu inaugurata nel 1962, in onore di sei santi morti giovani: San Domenico Savio, San Pancrazio (protettore della gioventù tedesca), san Tarcisio e la santa Maria Goretti, sant'Agnese e Santa Lucia. Nella cripta si trovano la cappella del Signore risorto e del Santissimo Sacramento, oltre ai resti di diversi prelati.
La cripta è stata riaperta il 9 luglio 2011, dopo un anno e quattro mesi di ristrutturazione, in cui è stato posto un pavimento in granito, una nuova illuminazione, un sistema di aria condizionata, e il completamento dell'altare. Attualmente, la cripta può ospitare 350 persone sedute.
Il 12 agosto 2011 è stata inaugurata la nuova illuminazione esterna del duomo, realizzata con lampade a LED.

## Galleria d'immagini

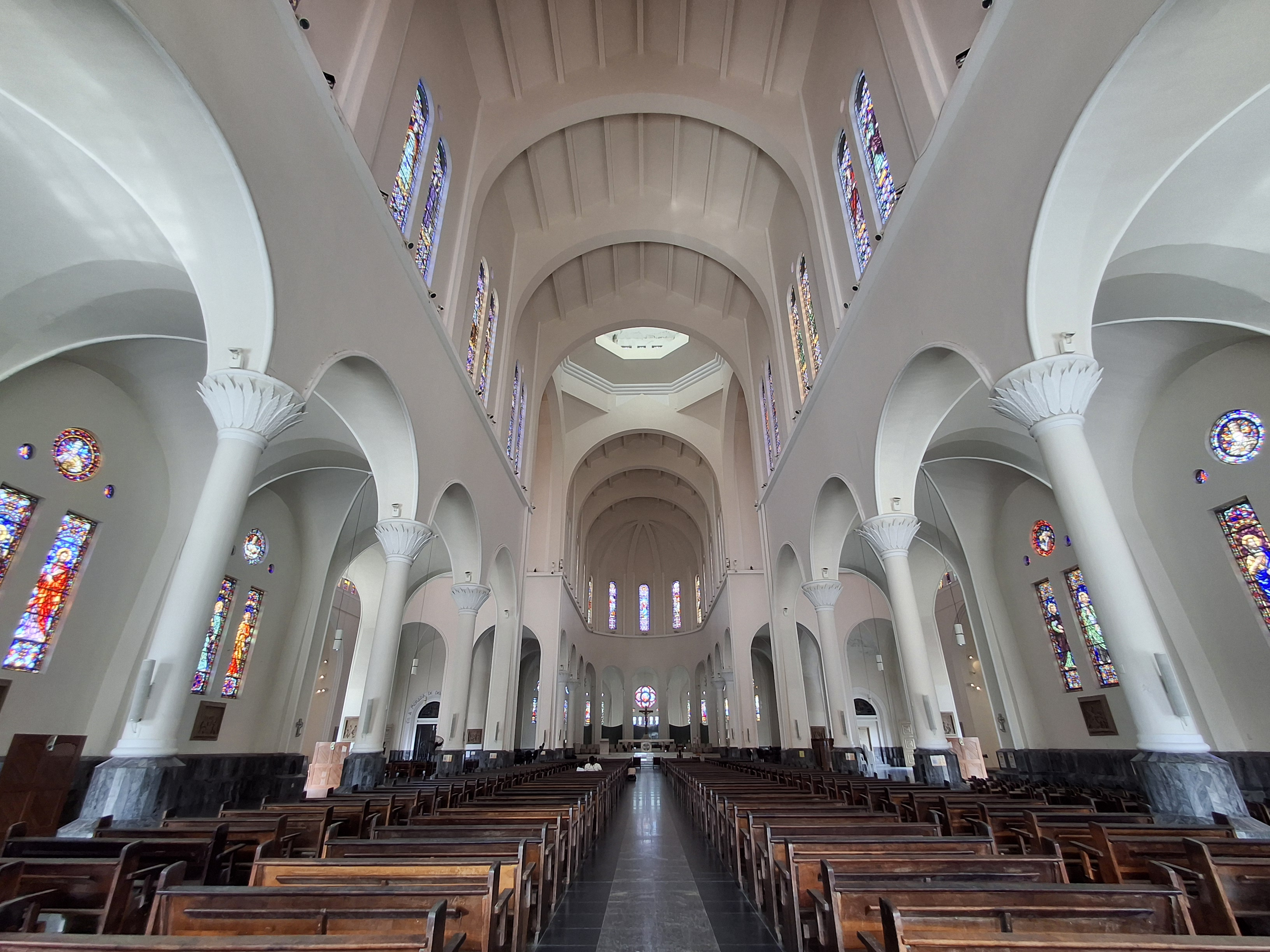
Gli interni della navata
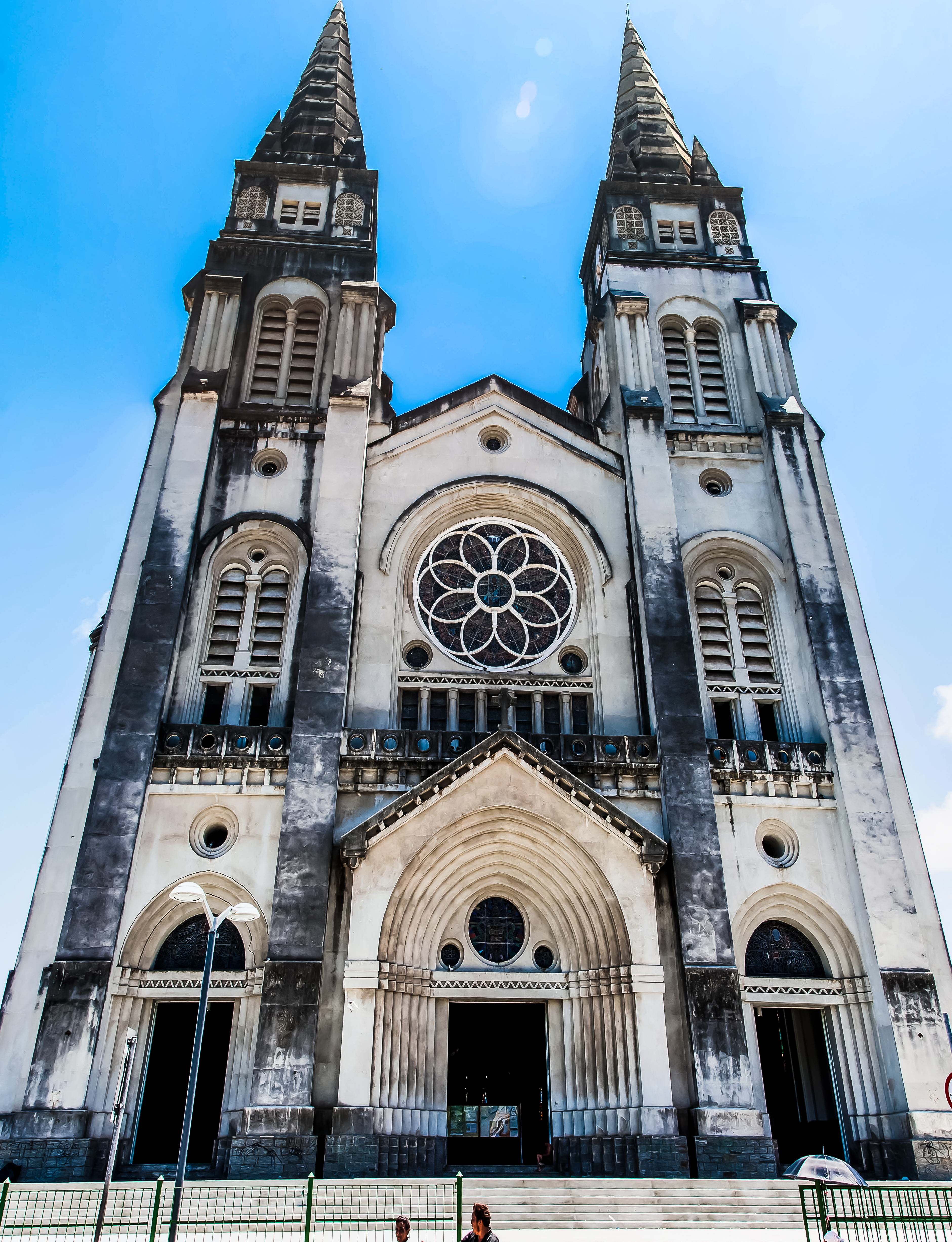
Facciata con rosone centrale
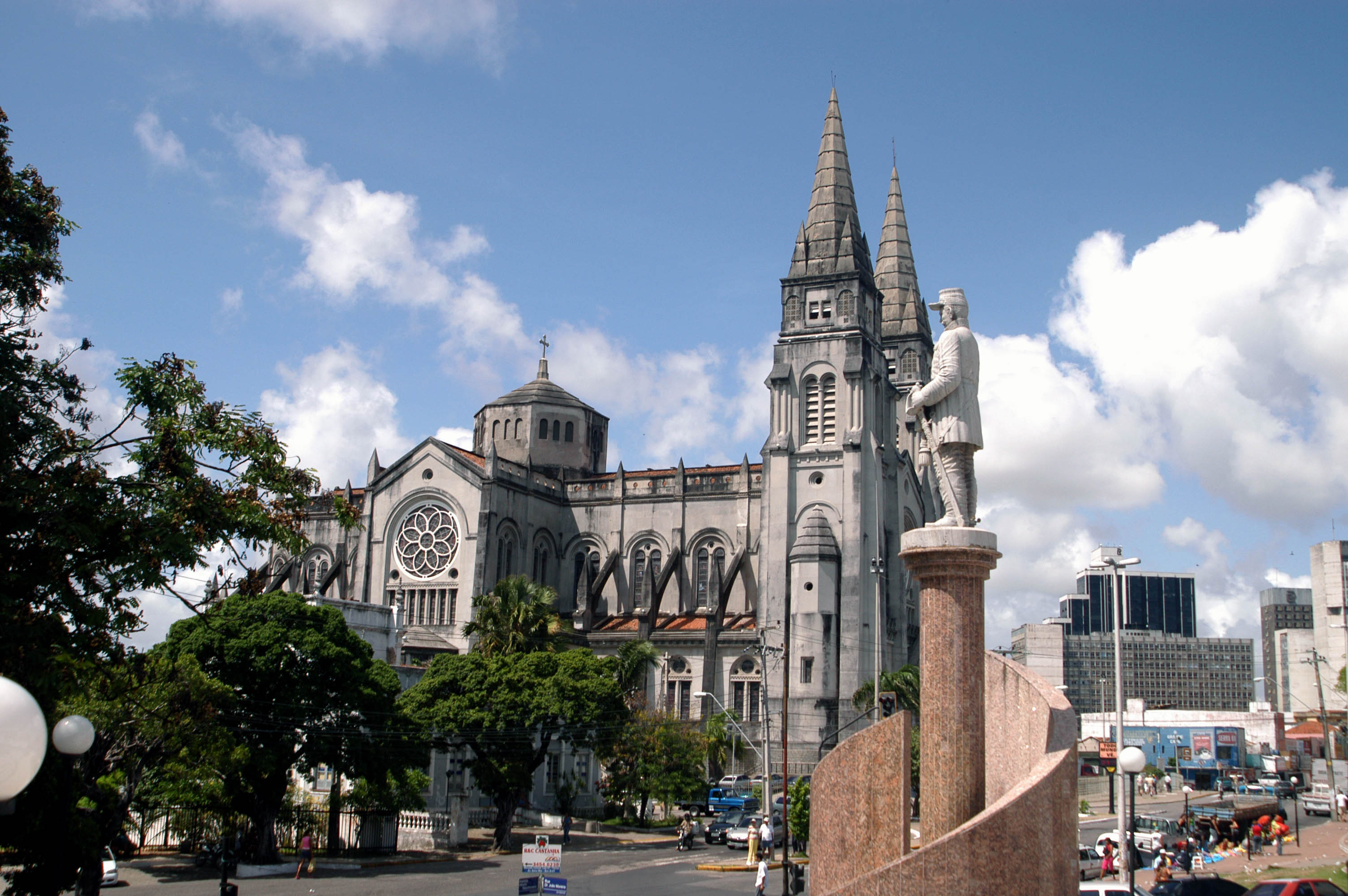
Vista esterna della cattedrale
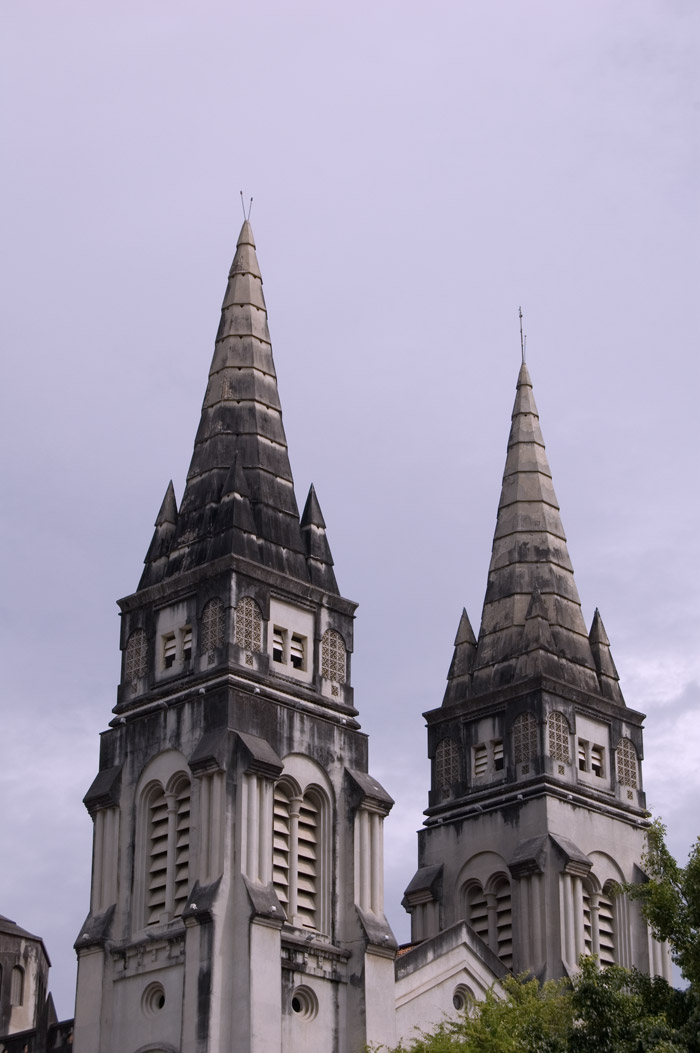
Le caratteristiche torri esterne